# Pholcus gracillimus
Pholcus gracillimus là một loài nhện trong họ Pholcidae. Loài này được phát hiện ở Sumatra và Java.